# Índias Hanauesas

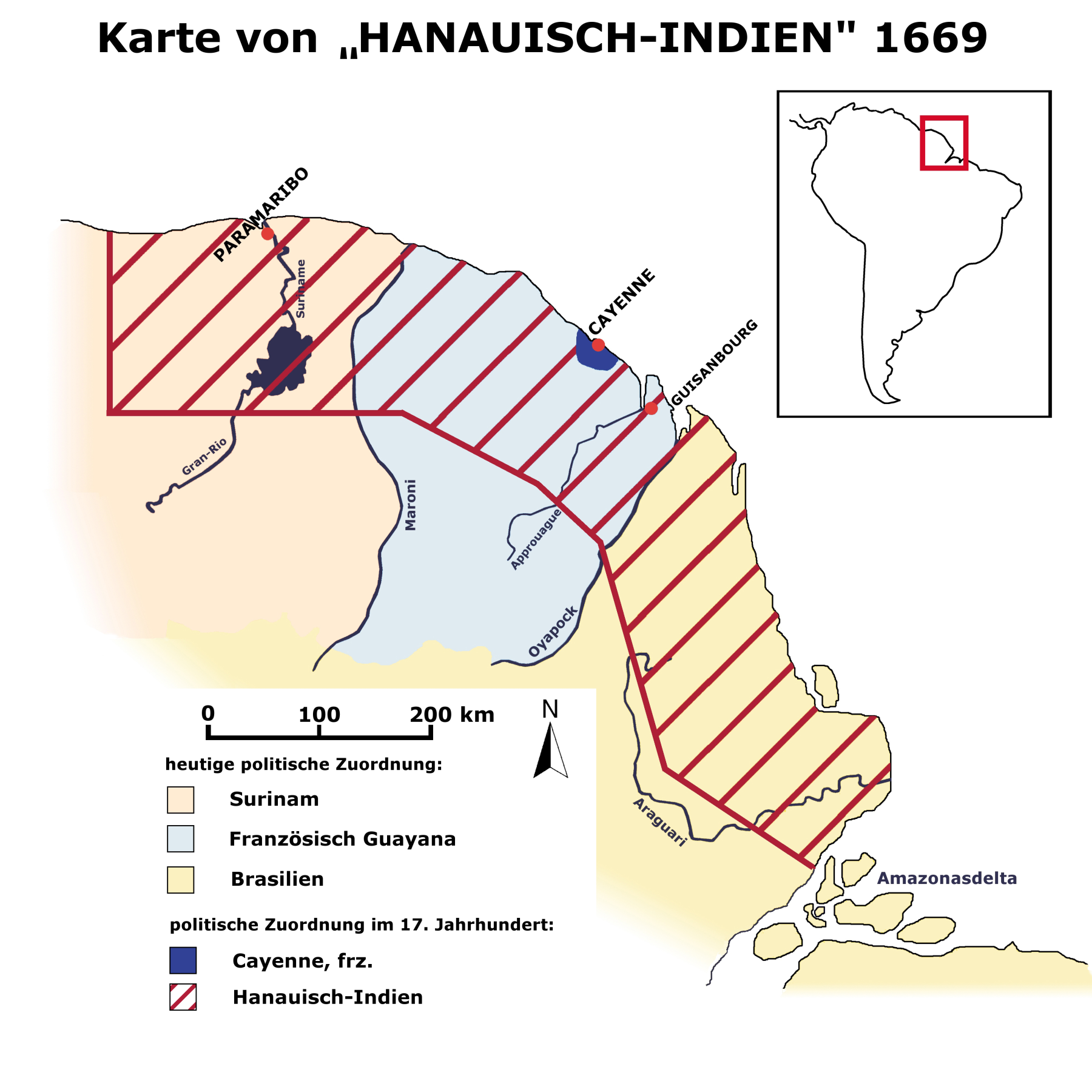
Carta das Índias Hanauesas em 1669

As Índias Hanauesas (Hanauisch-Indien) ou Nova Alemanha (Neu Deutschland) foram um contrato comercial assinado em 1669 entre o Conde Frederico Casimiro de Hanau e a Companhia Holandesa das Índias Orientais. Este contrato nunca foi aplicado na prática; se tratava de fundar uma colônia alemã na América do Sul nos territórios dos atuais Suriname, Guiana Francesa e Brasil.

## História

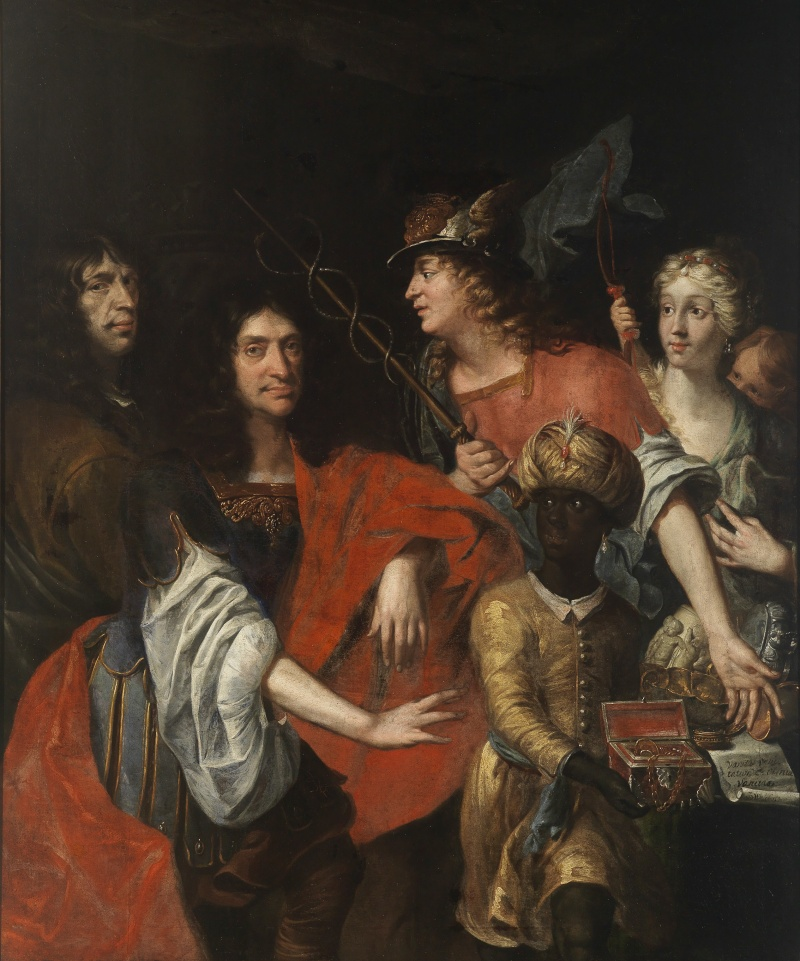
Johann David Welcker: Alegoria sobre a aquisição do Suriname pelo Conde Frederico Casimiro de Hanau em 1669. (1676) Staatliche Kunsthalle Karlsruhe.

Em julho de 1669, o conselheiro Johann Joachim Becher foi enviado para Amsterdã e assinou, em nome do Conde Frederico Casimiro de Hanau, um acordo com a Companhia Holandesa das Índias Orientais para tomar posessão de um território de 3 000 milhas² neerlandesas (perto de 100 000 km²). O objetivo era de fundar uma colônia alemã na América do Sul e, no âmbito de uma economia mercantilista, desenvolver a balança comercial dos condados de Hanau-Lichtenberg e de Hanau-Münzenberg, todos os dois dirigidos pelo Conde Frederico Casimiro de Hanau. Esse reino das Índias Hanauesas deveria assim levar civilização às populações indígenas. O contrato incluía os direitos estendidos para a Companhia Holandesa das Índias Orientais, por exemplo, um monopólio do transporte comercial da colônia.
A zona de colonização proposta era muito maior que o próprio Condado de Hanau; aproximadamente 44 milhas² neerlandesas (perto de 1 500 km²). Desde o início, o Conde Frederico Casimiro não dispunha dos meios financeiros para um projeto de colonização. O projeto terminou vendido pelo Conde de Hanau por um fiasco financeiro. Em 1672, foi feita uma tentativa de revender o contrato para o Rei da Inglaterra, mas ele não deu prosseguimento. No mesmo ano, o projeto finalmente falhou em razão da eclosão da Guerra Franco-Holandesa.
Para compensar a catástrofe financeira, Frederico Casimiro buscou várias soluções. Ele poderia ter prometido ao Condado de Hanau-Lichtenberg, ao duque de Lorraine e como bônus renunciar à sua fé protestante para obter o apoio do lado católico. O Conde Frederico Casimiro também poderia ter confiado nas muito lucrativas salinas de Bad Nauheim, ao Landegrave Georges Christian de Hesse-Homburg. Para pôr fim a esse louco projeto de colonização de um território americano tão grande por um estado alemão tão pequeno, os herdeiros de Frederico Casimiro o depuseram em 1680 e governaram em seu lugar o Condado de Hanau até sua morte, que ocorreu em 1685.